# Східноморський край
35°17′31″ пн. ш. 138°58′31″ сх. д. / 35.291941° пн. ш. 138.975358° сх. д.

Столична округа (Кінай)
Східноморський край (Токай)
Східногірський край (Тосан)
Північноземний край (Хокуріку)
Темногірський край (Сан'їн)
Світлогірський край (Санйо)
Південноморський край (Нанкай)
Західноморський край (Сайкай)

Східномо́рський кра́й (яп. 東海道, とうかいどう, МФА: [toːkai̯ doː], тōкай-дō — східний морський шлях) — адміністративна одиниця найвищого рівня в Японії VIII — XIX століття.
Інші назви — Східномо́р'я, край То́кай, регіо́н То́кай, Токайдо́.
Один із семи країв. Складався з 15 провінцій, більшість яких сполучалися Східноморським шляхом. Охоплював терени префектур Міє, Айті, Шідзуока, Канаґава, Яманаші, Токіо, Тіба й Ібаракі. Дав назву однойменному регіону Японії в ХХ столітті.

## Провінції
З заходу на схід:
Іґа — Ісе — Шіма — Оварі — Мікава — Тотомі — Суруґа — Кай — Саґамі — Ідзу — Мусаші — Ава — Кадзуса — Шімоса —  Хітачі.